# Wuzhou
Wuzhou (梧州 ; pinyin : Wúzhōu) est une ville de la région autonome zhuang du Guangxi en Chine. On y parle un dialecte du cantonais.
La ville a été partiellement détruite lors des révoltes des années 1960.

## Histoire
La ville de Wuzhou a été formellement établie dans la quatrième année de l'ère de Wude, dynastie des Tang (621 av. J.-C.)
Pendant la Révolution culturelle, Wei Guoqing utilisa des bombes au napalm pour réduire les rebelles à Wuzhou,.

## Économie
En 2004, le PIB total a été de 19,7 milliards de yuans, et le PIB par habitant de 6 594 yuans.

## Subdivisions administratives
La ville-préfecture de Wuzhou exerce sa juridiction sur sept subdivisions - trois districts, une ville-district et trois xian :
- Le district de Wanxiu - 万秀区 Wànxiù Qū ;
- Le district de Dieshan - 蝶山区 Diéshān Qū ;
- Le district de Changzhou - 长洲区 Chángzhōu Qū ;
- La ville de Cenxi - 岑溪市 Cénxī Shì ;
- Le xian de Cangwu - 苍梧县 Cāngwú Xiàn ;
- Le xian de Teng - 藤县 Téng Xiàn ;
- Le xian de Mengshan - 蒙山县 Méngshān Xiàn.

## Démographie
La population de la préfecture était de 3 273 300 habitants en 2010.